# Mierzyn (powiat Policki)
Mierzyn (Duits: Möhringen) is een dorp in de Poolse woiwodschap West-Pommeren. De plaats maakt deel uit van de gemeente Dobra Szczecińska (Powiat Policki).

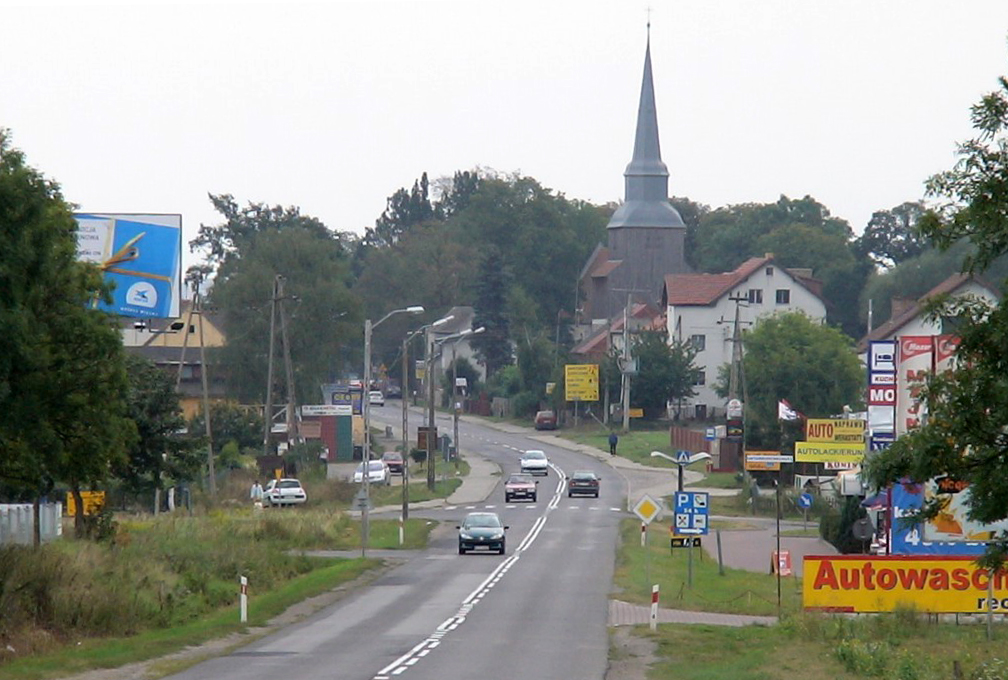
Mierzyn